# Прохибиционистка партия
Прохибиционистката партия (на английски: Prohibition Partye) e най-старата от т.нар. малки партии в САЩ.
Основана е през 1869 г. като движение, борещо се за забрана на производството и търговията на спиртни напитки (прохибиция). От време на време номинира кандидати за щатски и локални изборни длъжности почти във всички щати. Основното ядро на поддръжниците на партията се състои от гласоподаватели от селските райони и малките градове, които са членове на протестантското евангелистко движение. Партията постига най-големи успехи на изборите през 1888 и 1892 г., когато техните кандидати печелят 2,2% от преките избори. След 1900 г. популярността на партията намалява значително.